# Сражение при Зюнтеле
Сраже́ние при Зю́нтеле — состоявшееся в 782 году сражение вблизи горы Зюнтель (около реки Везер), в котором восставшие саксы разбили войско франков. Эта битва — крупнейшее поражение войск Франкского государства за весь более чем тридцатилетний период Саксонских войн.

## Предыстория
В начале 782 года, считая покорение Саксонии законченным, король Карл Великий провёл в Липпшпринге государственную ассамблею, на которой была произведена раздача саксонских земель местным и франкским феодалам, а также приняты дополнительные меры по искоренению язычества, после чего Карл с войском возвратился во Франкию. Однако уже вскоре после его ухода в Саксонии вспыхнуло новое восстание, ставшее ответом саксов на решения, принятые в Липпшпринге. Возглавил мятеж герцог Видукинд.

## Сражение
Ещё не зная о мятеже, Карл Великий направил конное войско против славян-сорбов, разорявших приграничные области Тюрингии. Командование войском франков было возложено на камерария Адальгиза, коннетабля Гейло и пфальцграфа Ворада. По пути в Тюрингию военачальники франков получили известие о восстании саксов и приняли решение двинуться в Саксонию, где к ним должен был присоединиться с пешим войском граф Тьерри. Однако, ещё до соединения с графом Тьерри, командиры франков узнали, что бо́льшая часть восставших во главе с Видукиндом находится в лагере у горы Зюнтель. В «Анналах королевства франков» сообщается, что военачальники, опасаясь, что в случае победы вся слава достанется графу Тьерри, родственнику короля, предприняли неподготовленное нападение конницей на стоявшее в боевом порядке войско саксов. В результате, атака не имела успеха: франки были окружены и почти все уничтожены. Среди погибших были Адальгиз и Гейло, а также ещё четыре графа и двенадцать других знатных персон. Немногочисленные остатки франкского войска бежали под защиту графа Тьерри, который в это время всё ещё находился в значительном отдалении от поля битвы. Не имея достаточных сил для нового сражения, Тьерри должен был отступить, уведя своих воинов из Саксонии.

## Последствия сражения
Несмотря на то, что в сражении при Зюнтеле франки потерпели тяжёлое поражение, эта битва не принесла саксам освобождения от власти Франкского государства: предпринятые Карлом Великим в этом же году меры устрашения восставших (Верденская резня и обнародование Первого Саксонского капитулярия), а также победы, одержанные им в 783 году в сражениях при Детмольде и на реке Хаза, в 785 году заставили Видукинда покориться королю франков и принять крещение, что положило конец этому восстанию саксов.

## Освещение сражения в раннесредневековых исторических источниках
Хотя многие франкские анналы (например, «Лоршские», «Аламаннские» и «Лоббские анналы») создавались одновременно с битвой при Зюнтеле или вскоре после неё, наиболее полно это событие было отражено только во второй редакции «Анналов королевства франков» и следовавших, в основном, им «Ранних Мецских анналах». Бо́льшая часть хроник времён Карла Великого очень скупо описывает сражение, стараясь не упоминать о больших потерях франков, либо вообще не сообщает о нём. Первая редакция «Анналов королевства франков», созданная при королевством дворе синхронно происходившим событиям, даже говорит о победе франков. Причиной подобного освещения этих событий, как предполагается, было нежелание хронистов описывать столь крупное поражение королевских войск, нанесённое им мятежниками-саксами.